# Női UEFA-kupa
A női UEFA-kupa az UEFA tagországok női csapatainak az első számú nemzetközi kupasorozata. A rendezvény első kiírása a 2001–2002-es szezonban volt. A sorozat abból a célból indult, hogy felerősítse az érdeklődést a női labdarúgás felé.
Azok a csapatok jutottak be a kupába, amelyek a nemzeti bajnokságot megnyerték, amennyiben nincs hazai bajnokság, abban az esetben a kupagyőztes indulhatott. Minden országból csak egy csapat vehetett részt a kupában, kivételt az előző kiírás győztesének országa jelent, ahonnan két induló szerepelhetett.

## Eredmények
| Szezon            | Győztes                | Döntős                 | 1. mérkőzés                                                   | Visszavágó                                                    | Összesítés |
| ----------------- | ---------------------- | ---------------------- | ------------------------------------------------------------- | ------------------------------------------------------------- | ---------- |
| 2008–09 Részletek | FCR 2001 Duisburg      | Zvezda-2005            | 6 – 0 Helyszín: Központi Stadion, Kazany, Oroszország         | 1 – 1 Helyszín: MSV-Arena, Duisburg, Németország              | 7 – 1      |
| 2007–08 Részletek | 1. FFC Frankfurt       | Umeå IK                | 1 – 1 Helyszín: Gammliavallen, Umeå, Svédország               | 3 – 2 Helyszín: Commerzbank-Arena, Frankfurt, Németország     | 4 – 3      |
| 2006–07 Részletek | Arsenal                | Umeå IK                | 1 – 0 Helyszín: Gammliavallen, Umeå, Svédország               | 0 – 0 Helyszín: Meadow Park, Borehamwood, Anglia              | 1 – 0      |
| 2005–06 Részletek | 1. FFC Frankfurt       | 1. FFC Turbine Potsdam | 4 – 0 Helyszín: Karl-Liebknecht-Stadion, Potsdam, Németország | 3 – 2 Helyszín: Bornheimer Hang, Frankfurt, Németország       | 7 – 2      |
| 2004–05 Részletek | 1. FFC Turbine Potsdam | Djurgården/Älvsjö      | 2 – 0 Helyszín: Olimpiai Stadion, Stockholm, Svédország       | 3 – 1 Helyszín: Karl-Liebknecht-Stadion, Potsdam, Németország | 5 – 1      |
| 2003–04 Részletek | Umeå IK                | 1. FFC Frankfurt       | 3 – 0 Helyszín: Råsunda Stadion, Solna, Svédország            | 5 – 0 Helyszín: Bornheimer Hang, Frankfurt, Németország       | 8 – 0      |
| 2002–03 Részletek | Umeå IK                | Fortuna Hjørring       | 4 – 1 Helyszín: Gammliavallen, Umeå, Svédország               | 3 – 0 Helyszín: Hjørring Stadion, Hjørring, Dánia             | 7 – 1      |
| 2001–02 Részletek | 1. FFC Frankfurt       | Umeå IK                | 2 – 0 Helyszín: Waldstadion, Frankfurt, Németország           | 2 – 0 Helyszín: Waldstadion, Frankfurt, Németország           | 2 – 0      |

## Örökmérleg

### Klubonként
| Csapat                 | Győzelmek | Döntők | Győztes évek                | Döntős évek                 |
| ---------------------- | --------- | ------ | --------------------------- | --------------------------- |
| 1. FFC Frankfurt       | 3         | 1      | (2001–02, 2005–06, 2007–08) | (2003–04)                   |
| Umeå IK                | 2         | 3      | (2002–03, 2003–04)          | (2001–02, 2006–07, 2007–08) |
| 1. FFC Turbine Potsdam | 1         | 1      | (2004–05                    |                             |
| Arsenal                | 1         | –      | (2006–07)                   |                             |
| FCR 2001 Duisburg      | 1         | –      | (2008–09)                   |                             |
| Fortuna Hjørring       | –         | 1      | –                           | (2002–03)                   |
| Djurgården/Älvsjö      | –         | 1      | –                           | (2004–05)                   |
| Zvezda-2005            | –         | 1      | –                           | (2008–09)                   |

## A jogutód, a női UEFA-bajnokok ligája
2008. december 11-én az UEFA bejelentette, hogy a rendezvényt átszervezi, és a 2009–2010-es kiírástól kezdve a UEFA Női Bajnokok Ligája nevét viseli. Hasonlóan a férfi kupához az új sorozatot kibővítették a legerősebb bajnokságok második helyezett csapataival, a döntőt pedig egy mérkőzés keretében játsszák le abban a stadionban, mint a férfi finálét.
2008. március 31-én az UEFA megerősítette, hogy a 2003–2004-es és a 2007–2008-as szezon közötti időszakban figyelembe vett UEFA-együttható szerinti legerősebb bajnokságok két indulót delegálhatnak a női bajnokok ligájába. Ezek a bajnokságok az alábbiak:
- Bundesliga, Németország
- Damallsvenskan, Svédország
- Women's Super League, Anglia
- Division 1 Féminine, Franciaország
- Elitedivisionen, Dánia
- Top Division, Oroszország
- Toppserien, Norvégia
- Serie A, Olaszország

A topbajnokságok ezüstérmesei és az alacsonyabban rangsorolt bajnokságok győztesei négycsapatos csoportokban mérkőznek meg egymással a selejtezők során, mielőtt az innen továbbjutók csatlakoznának a főtáblán a 32-es mezőnyhöz az oda-visszavágós rendszerű egyeses kieséses szakaszban.

## Képgaléria

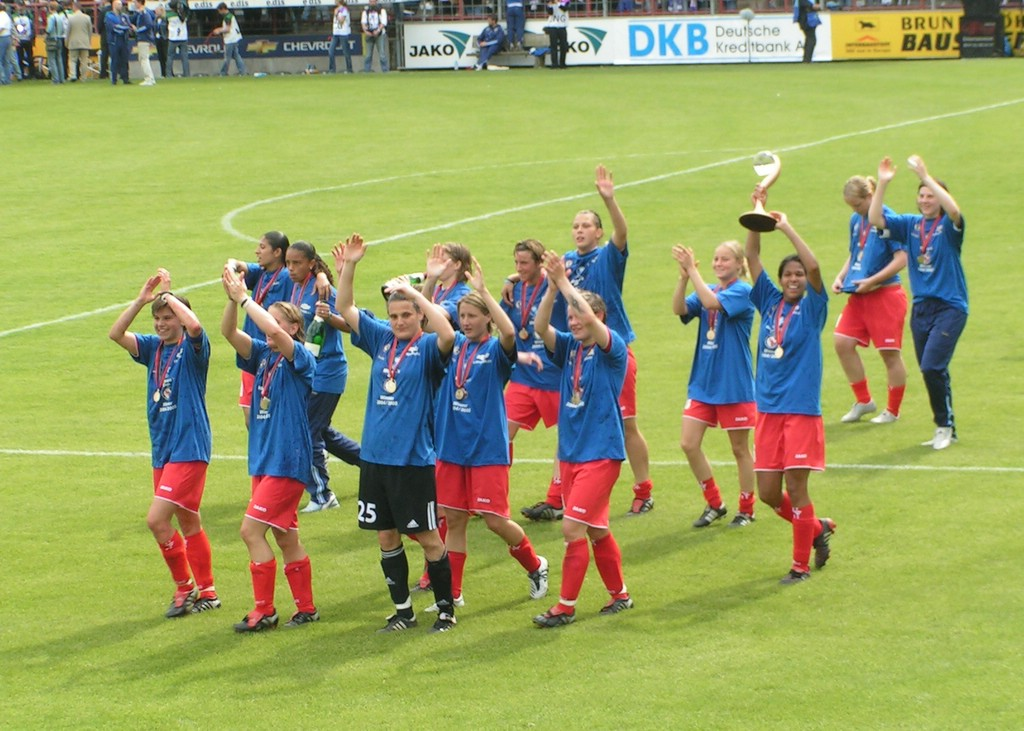
A 2005-ös győztesek
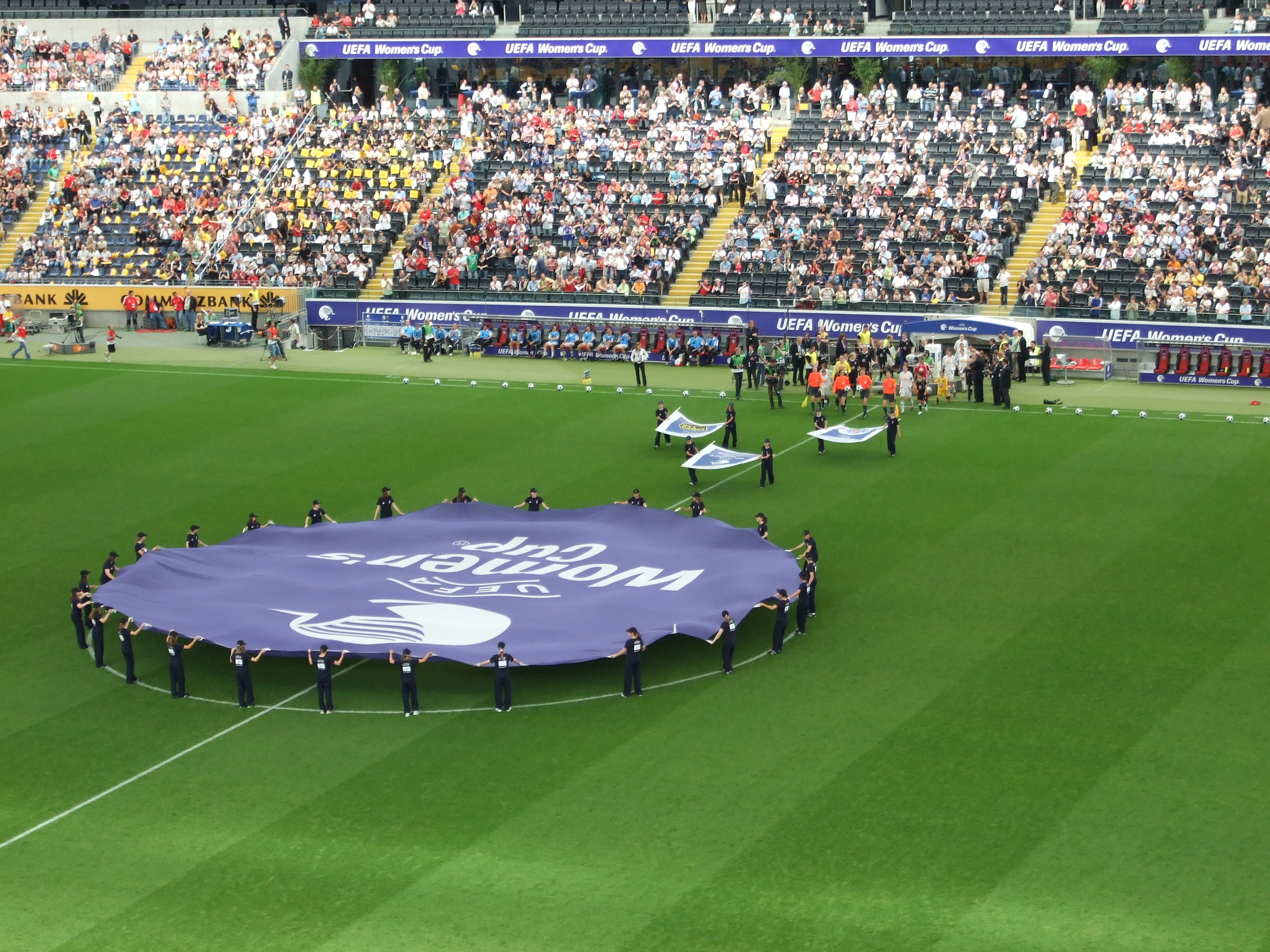
A 2008-as döntő
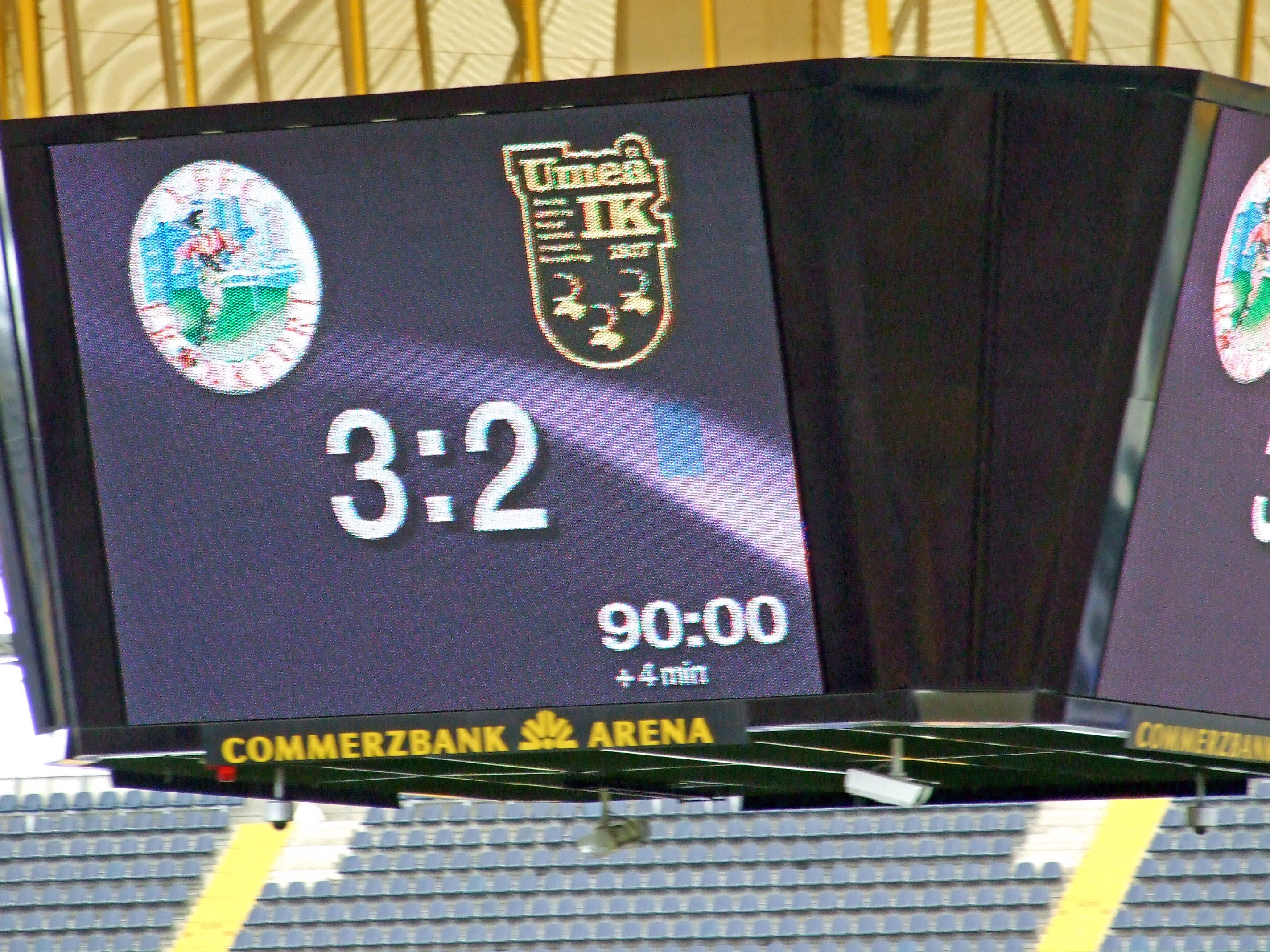
A 2008-as döntő végeredménye
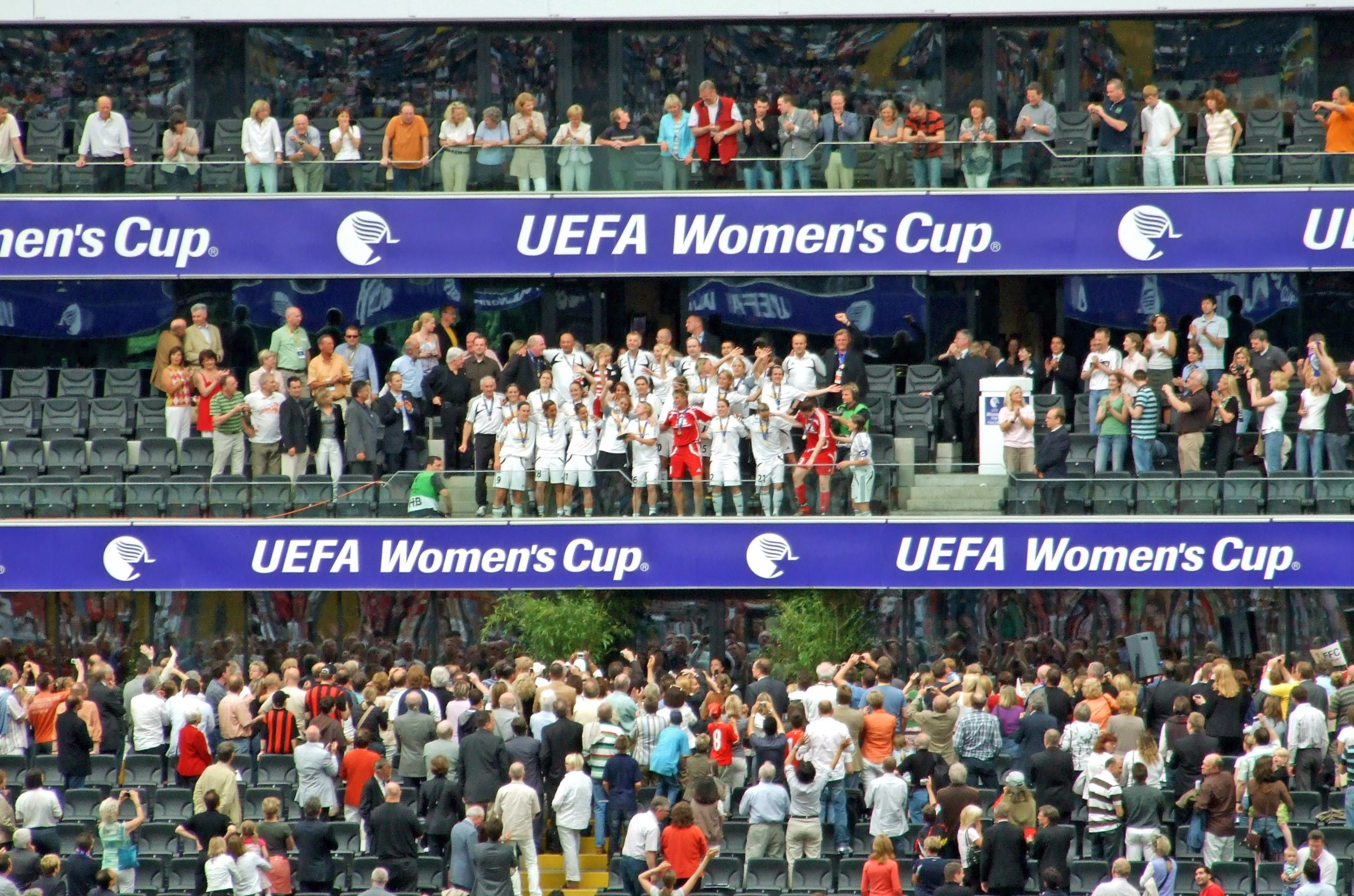
A 2008-as győztesek

## Külső hivatkozások
- A női UEFA-kupa hivatalos honlapja (angolul)
- Eredmények az rsssf.com-on (angolul)